# Antrodia variiformis
Antrodia variiformis är en svampart som först beskrevs av Peck, och fick sitt nu gällande namn av Donk 1966. Antrodia variiformis ingår i släktet Antrodia och familjen Fomitopsidaceae.   Inga underarter finns listade i Catalogue of Life.